# 都々逸坊扇歌
都々逸坊 扇歌（どどいつぼう せんか）は、都々逸、落語の名跡。現在は空き名跡となっている。
亭号は都々一坊とも表記
- 初代都々逸坊扇歌 - 本項にて記述。
- 2代目都々逸坊扇歌（1840年（逆算） - 1867年6月） - 本姓は四谷といい、御家人の娘、俗に「女雷（めらい）の扇歌」。15歳で初代の門で都川（または「都家」）歌女吉と言い、元祖（初代）死後まもなく襲名。番付には、亭号は「都々一」「都々一尼」等で記されている。江戸4代目桂文治の兄・都川歌丸の妻、つまり女性。享年は28歳。墓所は本所小梅浄泉寺。
- 3代目都々逸坊扇歌（1829年（逆算） - 1880年4月5日） - 上方出身の僧侶とも日本橋室町の乾物屋の子で名を米吉ともいわれる、14歳の時に荷物の上で飛び跳ねて遊んでいたときに足を痛め障害不自由になったので座ってできる仕事ということで常磐津の家元に弟子入りし常磐津米太夫という名取になった。その後無断に寄席に出たために米太夫の名を剥奪され、4代目船遊亭扇橋（または初代扇歌）の門で都川扇三郎の名で正式に寄席に出演、足が不自由だったので寄席掛け持ちは駕籠であった。慶応初年（明治2年3月とも）にはすでに扇歌となった。本名は斎藤豊吉。享年51。戒名は「三世扇歌居士」。
- 4代目都々逸坊扇歌（1855年9月 - 1897年9月25日） - 2代目と同じく女性。なぜか小指が無かったという。幼少の時代からは東家小満之助の名で常磐津で寄席に出る。14、15歳頃から高座に出て1886年には顔付に名が存在するのでその頃に4代目襲名。この4代目は女性で都々逸扇歌で高座に上がっていた。「矯絃妙喉」と呼ばれ人気を博す、夫は3代目春風亭柳枝。本名は志沢たけ。享年42。墓所は谷中天王寺、戒名は「扇歌院名譽都々一大婦」。
- 5代目都々逸坊扇歌 - 後の初代柳家つばめ。
- 6代目都々逸坊扇歌 - 後の3代目柳亭燕枝。
- 7代目都々逸坊扇歌 - 3代目富士松ぎん蝶が1952年に7代目扇歌を自称したが正式な襲名ではなかったため、特例で関係者のみ許可された。

初代 都々逸坊 扇歌（どどいつぼう せんか、文化元年(1804年、逆算) (寛政8年説もある)- 嘉永5年(1852年)10月29日(10月25日説もある）は、
江戸末期に一世を風靡した寄席芸人で都々逸の祖として知られる。
都々一坊 扇歌とも表記される。

## 経歴
当時は御三家のひとつ水戸藩領であった常陸国久慈郡磯部村（現在の茨城県常陸太田市磯部町）に、岡玄作という医師を父に、四人兄弟（男二人、女二人）の末っ子として生まれる。幼名は子之松（ねのまつ）、のちに福次郎と改める。通称桝屋福次郎という。
七歳で痘瘡を患らった時に、治療医である父親が、医書の真偽を確かめようと痘瘡の病人には大毒といわれる鰹を与え半失明となる。
17歳で熱田宿神戸の俚謡「神戸節」に「よしこの」を乗せ創作、「よしこの庵山歌」の名で門付の三味線を弾くようになる。
文政7年（文政8年）頃に江戸に出る。そのころに尊王攘夷派の重鎮であった藤田東湖の家計を支援していた磯部村庄屋金澤吉衛門が後援者になる。その後に有名な落語家の初代船遊亭扇橋に弟子入りし、よしこの庵山歌から都々逸坊扇歌と改名し、江戸牛込の藁店（わらだな）という寄席を中心に活躍した。
その芸は、都々逸をはじめとした唄・三味線だけでなく、「なぞ坊主」の異名を取るほど謎かけに長けていた。
やがて、江戸で一番の人気芸人となり、八丁四方では寄席の入りが悪くなるという意味で、仲間うちから「八丁あらし」とあだ名された。天保時代には上方にも出向き活躍。「ちょんがれ声（白声）」だったという。代表曲に東海道五十三驛や新板おもしろ節がある。
世相を風刺した唄も沢山作ったが、晩年にはそれが幕府・大名批判とされ江戸を追放されたと言われている。しかし嘉永5年（1852年）の江戸落語界の番付表には勧進元として都々一坊扇歌の名前が載っている。
同年に常陸府中（現在の茨城県石岡市）に嫁いだ姉の住まいにて病に伏し没す。墓地は茨城県石岡市の国分寺のほかに東京都港区の真言宗智山派宝生院にもあり本人及び妻
であった琴の戒名および本姓として岡氏の名前が墓石に刻まれている。

## 扇歌作の都々逸
都々逸扇歌は、「よしこの節」や名古屋で流行していた「名古屋節」を元に誰でも唄えるような曲調に仕上げていると云われてる。
扇歌作の唄はそれほど多くは残っていない。
以下は、代表的なもの。
- 親がやぶならわたしもやぶよ やぶに鶯鳴くわいな

藪医者の息子ごときが芸人として大成できるわけがない、と叔父に江戸行きを止められたときに唄ったとされる。
- わたしゃ奥山一もと桜 八重に咲く気はさらにない
- たんと売れても売れない日でも 同じ機嫌の風車
- 白鷺が 小首かしげて二の足踏んで やつれ姿の水鏡

願人坊主のようななりで三味線片手に流浪していた際に自分の姿を唄ったものともいわれる。
- 乗り出した船じゃわいな 沖の果てまで さあさやりましょ面舵取り舵ゃ 船頭さんの胸じゃいな

扇橋に弟子入りを志願した際にこの唄を唄い無事弟子入りがかなったとされる。「船頭」は扇橋とかけている。
- 磯部田圃のばらばら松は 風も吹かぬに木（気）がもめる

生まれ故郷の風景を唄ったもの。
- 諦めましたよどう諦めた 諦め切れぬと諦めた
- 来てはちらちら　思わせぶりな　今日も止まらぬ秋の蝶
- 梅干じゃとて笑わしゃんすな昔は花よ　鶯啼かせたこともある
- 同じ約束　石山寺よ　余所じゃ私も萩の月
- 待つが辛いか待しるる私　内で首尾しているつらさ
- しの鉢を引っくりかえせばありゃ富士の山　味噌もするがの裏表
- 他人の人にもこうかと思もや　お前の実意が苦にもなる
- きりぎりす粋な小声で一足止めて　手を出しゃ木陰にかくれやがる
- 潮時やいつかと千鳥に聞けば　わたしゃ立つ鳥波に聞け
- 都々逸も うたいつくして三味線枕 楽にわたしはねるわいな (辞世の唄)

また、扇歌作の狂句（川柳）も残っている。
- 上は金 下は杭無し（食いなし） 吾妻橋

庶民はその日食うにも汲々しているのに政官の連中は金にあかした生活をしている様を吾妻橋にたとえて風刺した。
- 真直に 行けば五条（五常）の 道に出る
- 安芸が身に　あつき御恩の冷炬燵
- 花の山　茶を煎じるもさくら炭
- たきたての　つめたい飯をすしにつけ
- 妙典も　藻屑千ひろの御うらみ
- 大名様　家主をなのる御本陣
- 麥のたけ　暦の末も一二寸
- 気に入らぬ　風もあろうに柳橋　(扇橋と柳橋は、ひところ不和であった)
- 気に入らぬ 節もあろうに 材木屋

十八大通の一人であることを自負していた津の国屋藤次郎という深川木場の材木屋の宴席に呼ばれた際に唄った唄。
- 耕すの 恩は忘れず 米の味

江戸で名を上げて故郷に帰った際に、両親や叔父の墓前で唄ったとされる。

## 門下
- 都々逸坊都橋
- 都々逸坊都山
- 都々逸坊歌川
- 都々逸坊歌蝶
- 都々逸坊都川
- 都々逸歌久寿

## 記念碑

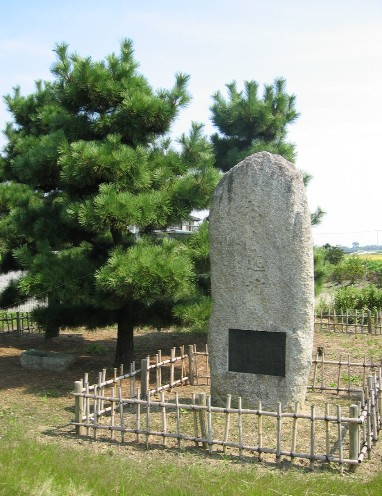
都々逸坊扇歌歌碑
(常陸太田)

- 生地の常陸太田市には、扇歌の碑がある。

碑には「磯辺田圃の..」の唄が刻まれている。
- 終焉の地の石岡市には、墓碑がある。

扇歌堂という供養堂も併設され、「たんと売れても..」の歌碑がある。

## その他
- 石川淳の『諸国畸人傳』に、都々一坊扇歌の伝記がある。
- 落語『包丁』のまくらとして、6代目三遊亭圓生は都々一坊扇歌の話を取り上げることが多かった。